# David Daniel Marriott

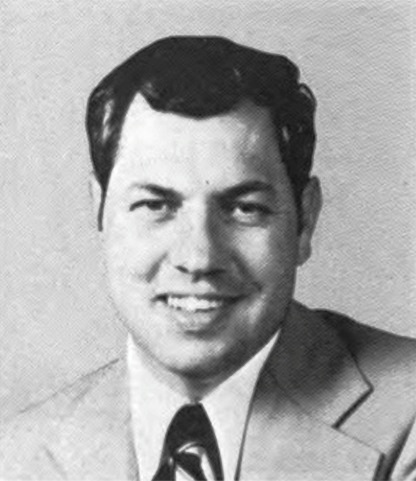
David Daniel Marriott (1977)

David Daniel „Dan“ Marriott (* 2. November 1939 in Bingham, Tooele County, Utah) ist ein US-amerikanischer Politiker. Zwischen 1977 und 1985 vertrat er den zweiten Wahlbezirk des Bundesstaates Utah im US-Repräsentantenhaus.

## Werdegang
Dan Marriott besuchte die öffentlichen Schulen in Sandy. Im Jahr 1958 absolvierte er die Jordan High School. Danach studierte er bis 1967 an der University of Utah in Salt Lake City. Nach seiner Studienzeit wurde Marriott Versicherungsvertreter. Zwischen 1968 und 1976 war er Eigentümer einer in Utah ansässigen Beraterfirma, die sich neben den normalen Geschäftsberatungen auch um Rentenfragen kümmerte. Von 1958 bis 1963 war Marriott auch Mitglied der Air National Guard von Utah.
Politisch ist Marriott Mitglied der Republikanischen Partei, für die er nach seinem Erfolg bei den Kongresswahlen des Jahres 1976 in das US-Repräsentantenhaus einzog. Dort löste er am 3. Januar 1977 Allan Howe ab. Nachdem er in den folgenden Wahlen jeweils in seinem Amt bestätigt wurde, konnte er bis zum 3. Januar 1985 im Kongress verbleiben.
Im Jahr 1984 bewarb er sich nicht mehr um eine Wiederwahl. Stattdessen kandidierte er erfolglos für das Amt des Gouverneurs von Utah. Heute lebt Dan Marriott in Salt Lake City.